# Port lotniczy Bendery
Port lotniczy Bendery (Aeroportul Internațional Tighina) – międzynarodowy port lotniczy położony w Benderach, w Naddniestrzu (Mołdawia). Jest szóstym co do wielkości portem lotniczym Mołdawii.